# 俄罗斯国家技术集团
俄罗斯国家技术集团 （俄语：Ростех；俄語羅馬化，Rostekh），全名為協助開發生產與出口先進技術工業產品國營事業«Rostec»（俄語：Государственная корпорация по содействию разработке, производству и экспорту высокотехнологичной промышленной продукции «Ростех»；英語：State Corporation for Assistance to Development, Production and Export of Advanced Technology Industrial Product «Rostec»），舊稱Rostekhnologii（俄語：Ростехнологии，意為「俄羅斯技術」），是一家俄罗斯国有集团，其宗旨是促进民用军用高科技工业产品的研发、制造和出口，创立于2007年。
俄罗斯技术集团Rostec包括由700家企业组成的14家控股公司：11家国防工业领域的控股公司，3家民用领域的控股公司。其所屬企业遍布在俄罗斯60个联邦主体，向世界70多个国家出口产品。
俄羅斯技术集团Rostec于2007年作为俄罗斯特有的 “国有集团” 营业单位类型创立。俄罗斯政府注入资金建立俄国家技术集团。总经理为谢尔盖·切梅佐夫。总部设在莫斯科。

## 历史
2007年11月23日，俄罗斯总统弗拉基米尔·普京签署了国家杜马於11月9日通过的关于创立俄罗斯国家技术集团Rostekhnologii联邦法律。国家向俄国家技术集团转交了443家企业。上述企业的总共损失为6,300亿卢布；其中30%企业濒临危机或处于危机状态，28家企业处于破产清算状态，17家没有营业，27家失去了部分资产或濒临此类风险。个别企业的领导人之间发生冲突。
最后与俄罗斯国家技术集团Rostechnologii合并的俄罗斯国防出口公司2006年取得VSMPO-AVISMA控股权益时，股东之间的冲突使公司陷入危机。2005年10月俄罗斯联邦財政市场署中止公司在俄罗斯交易系统（RTS）和莫斯科银行间外汇交易所（MICEX）的普通股票交易。

## 监事会
- 俄罗斯联邦工业和贸易部部长丹尼斯·曼图罗夫，监事会主席；
- 俄罗斯国家技术集团Rostec总经理谢尔盖·切梅佐夫；
- 俄罗斯联邦国防部副部长尤里·鲍里索夫；
- 俄罗斯总统助理兼总统管理局国家法律厅厅长拉丽莎·布理切娃（Larisa Brycheva）；
- 俄罗斯总统助理伊格尔·列维金（Igor Levitin）；
- 俄罗斯联邦财政部部长安頓·謝魯阿諾夫；
- 俄罗斯总统办公厅副厅长弗拉基米尔·奥斯特罗温科（Vladimir Ostrovenko）；
- 俄罗斯总统助理尤里·乌沙科夫；
- 俄罗斯联邦国防部副部长亚历山大·福明（Alexander Fomin）。

## 集群
主要控股公司组成三个集群：航空集群、电子集群、军备集群。
航空集群
- 联合体无线电电子技术（英语：Concern Radio-Electronic Technologies）（KRET）[13]
- Oboronprom（英语：Oboronprom）
  - 俄羅斯直升機公司
  - 联合发动机公司
- 聯合航空製造公司
- 技术动力（英语：Technodinamica）（截止2015年航空装备控股公司）

 
电子集群
- 联合体自动化（Avtomatika）
- RosEI
  - 俄罗斯电子（英语：Ruselectronics）
  - 联合仪器制造公司（英语：United Instrument Manufacturing Corporation）
- 施瓦贝控股（英语：Shvabe Holding） （截止2012年10月26日光学仪器和技术）[14]

军备集群
- 高精度系統（英语：High Precision Systems）
- 卡拉什尼科夫联合体
- Nacimbio
- RT-Auto
- RT-Chemcomposite（化学工程和复合材料）
- RT-Stankoprom（英语：Stankoprom）
- 安全技術
- Techmash（英语：Tecmash）
- NPO SPLAV科学生产联合公司
- TSNIITOCHMASH中央精密机械研究所

其他企业
- Rosoboronexport（英语：Rosoboronexport）（俄罗斯国防出口公司）
- VSMPO-AVISMA（英语：VSMPO-AVISMA）
- AvtoVAZ（伏尔加汽车制造厂）
- 卡马汽车厂（卡玛斯）
- 烏拉爾捷爾任斯基車輛製造廠
- RT-Invest
- RT-Business Development（业务发展）
- Russia TEC
- National Ecological Operator
- National Immunobiological company（国家免疫生物技术公司）

### 航空集群

#### 俄罗斯直升机
俄国家技术集团创建的俄罗斯直升机在世界武装直升机销售量方面位居第一，超越了Sikorsky、Bell和Eurocopter。
- 世界100多个国家正在使用8,500多架俄罗斯直升机
- 俄罗斯直升机占国内市场总额的85%，国际市场总额的14%
- 固定订单总额为3,961亿卢布（808架直升机）

2011年俄罗斯直升机同意大利的Agustawestland公司联合建立了HeliVert合资公司，以便在俄罗斯生产AW139双引擎多功能直升机。制造厂位于莫斯科州的托米里诺。
2017年俄罗斯直接投资基金同主要中东基金联合收购了俄罗斯直升机（隶属俄国家技术集团）的少数股权。俄罗斯直升机估值为23.5亿美元。
该交易由两个阶段组成。第一阶段包括12%股权的销售和3亿美元的投资，后来投资额按照协商可以增加到6亿美元。该交易将增加控股公司的法定资本，使公司能够集中一大笔资金，用于落实公司战略和商业计划，包括新型直升机的研发。此外，该资金将有助于落实公司的投资计划，融资以提高控股公司估值为目的的并购交易和投资项目 。

#### 联合发动机制造集团
联合发动机公司生产军用飞机、民用飞机和宇宙开发项目所需发动机、供热供电不同能量的燃气涡轮机装置、输气机组和船用燃气涡轮机装置。
该集团研发了下一代MS-21飞机PD-14引擎的新版本、第五代战斗机的下一代军用引擎、直升机引擎等。公司还研发了60-110兆瓦新型燃气涡轮机装置并将其投入到市场上。

#### KRET （“无线电电子技术”联合体）
KRET研发制造符合军用标准的无线电电子设备、识别系统、航空设备、多功能测量仪器、可拆卸电连接器和许多民用产品。该集团研发了现有两个雷达敌我识别系统中的一个。公司目标是进入可拆卸电连接器的全球市场，向世界大型公司提供产品。

#### Technodinamica技术力学 （截止2015年航空装备控股公司）
一家俄罗斯领先的飞机设备、包括底盘、燃料系统、飞行控制系统和辅助动力装置等设备的研发制造机构。
公司研发制造：
- 发动机控制系统和装置
- 生命保障系统、救援和应急系统
- 控制系统和执行部件
- 液压系统和燃料系统
- 电源系统和开关设备
- 辅助动力装置
- 跑道设备

### 电子集群

#### Ruselectronics俄罗斯电子
俄罗斯电子结合了从事电子部件、电子仪器和设备、微波设备和半导体仪器研发制造的企业。

#### Shvabe施瓦贝 （截止2012年10月26日光学仪器和技术）
施瓦贝研发制造军用民用高科技光电系统和光学、医用和节能设备。

#### United Instrument Manufacturing Corporation 联合仪器制造公司
制造具有很高的出口潜力的军民两用和民用高科技产品，包括符合现代要求的通信设备和系统、电子安全和机器人系统等具有竞争力的产品。

#### Avtomatika “自动装置”联合体
“自动装置”联合体是俄罗斯联邦最大的从事信息安全问题、保密通信设备和系统、信息保护、电信通讯系统和专门自动化控制系统研发制造的企业。

### 军备集群

#### “Tecmash”联合体
"Techmash"联合体专门研发制造武装部队所需的弹药。
Techmash控股公司结构目前包括48家弹药和特种化学品制造企业，47家企业属于军工复合体，被列入俄罗斯联邦军工复合体企业统一登记薄。该控股公司所包括的许多企业和研究单位有数十年的历史。公司的企业遍布在俄罗斯联邦的15个地区。

#### Vysokotochnye Kompleksy （高精度仪器）
高精度仪器（Vysokotochnye Kompleksy）是国防工业复合体的组成部分，专注于战场所用的高精度仪器和武器。公司涵盖武器和国防设备从研发到销售的整个生产周期 。

#### RT-Chemcomposite 化学工程和复合材料
该集团专门从事聚合物基复合材料和宇宙开发、航空、武器和军事设备、水路交通、供电装置及其他行业集成产品的创新研发和制造。

#### Kalashnikov卡拉什尼科夫联合体
2013年8月13日Izhmash（伊孜玛什）和Izhevsk Mechanical Plant（伊热夫斯克机械厂）合并后被称为“卡拉什尼科夫”联合体。“卡拉什尼科夫”联合体的51%股权属于俄国家技术集团Rostec，49%股权属于个人股东。“卡拉什尼科夫”联合体目前是俄罗斯最大最重要的自动和狙击武器、导弹和一系列民用武器包括猎枪、运动步枪、机床和工具。
2017年俄国家技术集团Rostec监事会审理，管理委员会批准“卡拉什尼科夫”联合体向Andrey Bokarev和Alexey Krivoruchko销售股权一事。销售涉及26%股权减一股。
俄国家技术集团Rostec总经理谢尔盖·切梅佐夫表示，“如果批准了，个人股东将在“卡拉什尼科夫”拥有75%股权减一股。国家集团将保留其拦截性股权，即25%加一股”。
据俄国家技术集团代表所说，按照Rostec到2025年发展计划，个人投资商将对集团的各种资产感兴趣。目前“卡拉什尼科夫”的51%股权属于集团。Bokarev和卡拉什尼科夫集团的总经理Krivoruchko保留他们2014年以13亿卢布收购的“卡拉什尼科夫”的49%股权 。
“卡拉什尼科夫” 是俄罗斯最大的武器、导弹和一系列民用武器包括猎枪、运动步枪、机床和工具的制造商。“卡拉什尼科夫”自动抢和狙击枪产量分别占俄罗斯总产量的90%和95%。 

#### NPO SPLAV科学生产联合公司
SPLAV（“合金”）控股公司是世界领先多管火箭系统研发制造企业之一，也是向全球市场提供该种俄军备的关键公司。SPLAV是俄罗斯唯一一家研发制造多管火箭系统和火箭弹的控股公司。

#### TSNIITOCHMASH 中央精密机械研究所
中央精密机械研究所是俄罗斯军队和内务部队军备的主要研发制造企业。
中央精密机械研究所确定开发并研发轻兵器和轻兵器模拟器、个人战场设备、精确制导武器（以及精确制导武器防护措施）、野战炮兵系统和新材料。

### 其他企业

#### Rosoboronexport俄罗斯国防出口公司
俄罗斯国防出口公司是俄罗斯唯一一家从事军用及军民两用产品、技术和服务的国有进出口公司。
俄罗斯国防出口公司的出口量占俄罗斯军备出口总量的85%。
- 公司订单总额达到450亿美元
- 公司向世界70个国家出口军备产品

俄罗斯出口公司的武器出口达到了138亿美元（2015年）

#### VSMPO-AVISMA
公司钛产量占世界总产量的30%。公司同波音公司联合研发的新钛技术有助于降低客机重量，保证可观的燃油节省。目前VSMPO-AVISMA出口其产量的70%。
公司向波音提供其钛需求量的40%，空中客车钛需求量的60%，Embraer's钛需求量的100%。VSMPO-AVISMA净利润从2009年的1，73亿卢布提高到了2015年的140亿卢布（3，5亿美元），增加到80倍。

#### RT-Business Development业务发展
RT-业务发展有限责任公司负责落实Rostec战略，以便提高商业先进技术、原材料和相应基础设施领域项目的资本化。

#### National Immunobiological company国家免疫生物技术公司
一家制药控股公司，从事免疫生物制剂的研究和发展

#### 卡马汽车厂
卡马汽车厂是俄罗斯领先的卡车和柴油发动机的制造商。
- 占俄罗斯卡车市场总额的52%
- 在国际卡车制造商中位居第14位
- 在国际柴油发动机制造商中位居第8位
- 同戴姆勒集团建立了战略伙伴关系

卡玛斯赛车队至今已13次在达喀尔接力赛上夺冠。

#### AVTOVAZ 伏尔加汽车制造厂
雷诺日产伏尔加汽车制造厂（Renault-Nissan-AVTOVAZ）联盟是世界第四大汽车制造商。联盟占俄罗斯汽车市场总额的30%。
陶里亚蒂制造厂计划到2020年每年生产1百万余辆汽车，成为欧洲最大的汽车制造厂。联盟将投入7，42亿美元以进行生产现代化，目前已开始发展创新技术。近期，制造厂启用了现代化生产线，其每年产量为350000辆汽车。新生产线将生产拉达（Lada）、雷诺和日产三个品牌的5个车型。2015年公司推出了Lada XRay和Lada Vesta两个全新车型。

## 业务
2016年底俄国家技术集团Rostec包括约700个单位。主要业务领域涵盖：
- 直升机制造
- 航空设备、航空电子设备和引擎
- 武器、军备和特殊设备（弹药、高精度武器、战场和战术导弹系统、特殊武器系统、识别系统）
- 无线电电子设备和电子部件
- 光学和光电仪器
- IT和通讯
- 医疗设备
- 复合材料
- 生物技术
- 汽车和工程机械制造[10]

根据关于俄罗斯国家技术集团Rostechnologii联邦法律，集团的宗旨是在国内外市场上支持俄罗斯高科技工业产品研发制造企业，吸引向不同工业部门企业，包括国防工业复合体企业，特别是Rostechnologii由于持有多数股权而能够影响决定过程企业的投资，以便促进高科技工业产品的研发、制造和出口。
其战略目标為：
- 在高科技产品的市场上取得领先地位；
- 提高集团的业务价值和资本化；
- 制造优于国外类似产品的高质量军备产品；
- 保持和提高俄罗斯在国际军备和武器市场上的地位。

### 2025年发展战略
2015年12月，俄国家技术集团Rostec监事会批准了集团到2025年的发展战略。该战略的主要目标是使俄罗斯经济模型多元化，提高民用高科技产品和非石油产品的出口份额。
到2025年，Rostec进款结构将发生很大的变化。武器产品份额将从2014年的20%降到2025年的13%，航空部件和应用软件的份额将从19%降到12%。但是Rostec不打算减少武器、航空部件和应用软件的产量和出口量，这种降低将基于其他集群，尤其是电子集群的扩大。电信通讯设备份额到2025年将从4%提高到12%。
俄国家技术集团Rostec总经理谢尔盖·切梅佐夫称，“Rostec发展战略的实施将改变俄罗斯经济结构。按照我们的计划，到2035年我们将达到全球竞争对手“通用电气”和“三星”的水平。俄罗斯成为一个工业发达国家将使俄罗斯摆脱以原材料为基础的经济模型”。
Rostec结合了俄罗斯经济中最重要的企业。为保证这些企业的有效管理，集团及其控股公司将进行全面的改组。集团战略的主要目的是卢布进款的增加，要达到这一目的，集团将进入民用“智能”产品的国际市场。此类市场的发展速度是Rostec传统市场的两倍多。
俄罗斯联邦工业和贸易部部长丹尼斯·曼图罗夫指出，“确定每年17%增长的Rostec新战略是一项雄心勃勃的任务，需要集团领导的许多努力。但是我相信，这项计划是可以实现的，因为Rostec是俄罗斯工业的主要动力，有能力达到所规定的水平。新战略的关键发展方向之一是高科技，高科技是Rostec主要的优先发展领域。
Rostec是世界最大工业集团之一。俄国家技术集团确定了其关键发展领域：每年增加15%进款，大大地提高民用产品的份额——到2025年将其提高到50%。
新战略包括五个关键要素：
- 积极的增长，
- 进入新市场，
- 运营效率，
- 同市场主要参与者的合作，
- 销售渠道。

优先发展方向是进入电子、IT、自动化、管理系统、机器人、新材料等高科技市场。

### 重塑品牌
2012年12月21日集团宣布重塑品牌。集团改变了其名称、商标和标语口号。Rostechnologii更名为Rostec 。新商标是一个正方形，代表着向世界开放的窗口和焦点。它反映了集团口号的理念：“发展中的伙伴”。新改版的网站，除了俄语以外，使用了6种语言，包括英语、德语、法语、西班牙语、阿拉伯语和汉语。在所采用语言的选择上，主要考虑了公司下属各企业所生产产品最大的订货商所在的国家和地区。Rostec有官方的YouTube、Facebook, Twitter, Instagram 和 VKontakte帐号. 集团总经理谢尔盖∙切梅佐夫（Sergey Chemezov）表示，“对外联络和品牌标识越来越明显地影响到产品附加值的形成。国际化的品牌标识对于吸引世界上技术和金融方面有优势的公司，成功地实现公司的发展战略，提高公司的资本化是十分必要的”。据Wall Street Journal称，重塑品牌的目的是使集团更加开放。重塑品牌的项目由“Apostle ”战略传媒中心负责，还有英国Winter公司的创立者和持有者伊利娅•奥斯科尔科夫•岑钦佩尔（Ilya Oskolkov- Tsentsiper）。Hazel Macmillan负责品牌商标设计（British Airways 航空公司也是她近期所做的项目）。网站的设计由英国SomeOneElse负责，这一团队参加了汇丰银行HSBC，路虎Land Rover，英国广播公司BBC的有关设计项目。重塑品牌费用达到150万美元。
据瑞士咨询公司Assessa的评估，Rostec品牌价值为312亿卢布。
Rostec集团2012年底退出了其品牌，目前是俄罗斯15个价值最高的品牌之一，相当于俄罗斯石油Rosneft和俄罗斯电信Rostelecom大公司的品牌。
Rostec是俄罗斯国有集团中第一家充分利用现代化通讯技术优势的集团。信息的公开性允许创造该国家集团的新形象。

### 财务绩效
主要财务指标，2015年（$1 = 60,96卢布）：
- 综合收入 $187亿
- 综合净利润  $16，2 亿
- 出口收入 $50 亿
- 总投资额 $21亿
- 创新产品的出口 $18，1 亿

## 社会政策

### 围产期中心发展计划
Rostec同俄罗斯联邦卫生部、联邦义务医疗保险基金和联邦主体地方政府联合参与围产期中心发展计划。
该计划目的是在俄罗斯各个地区建立高科技医疗中心，向母亲和婴儿（包括早期护理期）提供负担得起的而又高质量的医疗服务。计划将有助于降低婴儿及母亲的死亡率，提高早产低出生体重儿和超低出生体重儿的存活率。
Rostec在俄罗斯联邦15个主体建立了围产期中心并提供了设备，包括：
- 6个共和国：巴什科尔托斯坦共和国、布里亞特共和國、达吉斯坦共和国、印古什共和国、卡累利阿共和国、萨哈（雅库特）共和国。
- 9个州：阿尔汉格尔斯克州、布良斯克州、列宁格勒州、奥伦堡州、奔萨州[31]、普斯科夫州、斯摩棱斯克州、坦波夫州、乌里扬诺夫斯克州。

### Rostec员工住房计划
2015年俄国家技术集团Rostec批准了员工住房计划，目的是为了吸引和保留集团所需要的专家员工和大学及中等职业（技术）教育机构毕业生作为集团的核心员工。
按照计划，集团在以下三个领域向企业和员工提供支持：
- 贷款利息额或贷款首付额的补偿／津贴
- 租费和物业费的补偿／津贴
- 集团的国防工业复合体企业员工住房建设合作社的行政、方法、财政支持

### 教育
集团的教育计划为集团员工的可持续发展创造了良好的条件，有助于员工管理质量符合当前要求和集团创新活动管理的国际标准。
Rostec与312所伙伴大学进行合作，签署了一系列协议，包括为集团企业培训专家、科学技术合作的发展以及联合科学研发工作等领域。
集团附属的控股公司和企业在不同大学拥有294个教育基地 。2015年集团与不同大学联合实施165个创新项目。这些项目的科学研发领域的投资额为28亿卢布。
集团在莫斯科国际关系学院（国立大学）建立了军事技术合作领域管理系，培养了并雇佣了80个毕业生。Rostec还同其他优秀的教育机构密切合作，包括鲍曼莫斯科国立技术大学和俄罗斯普列汉诺夫经济大学。

## 赞助
俄国家技术集团Rostec向教育、艺术、文化领域提供慈善援助和赞助，支持对国家文化和公共生活具有很大意义的大型活动
Rostec还赞助俄罗斯体育运动和社会意义巨大的体育比赛、教育机构和集团员工培训项目。
2015年5月Rostec成为图拉市Arsenal足球队的战略伙伴。合作协议的目标是支持和发展以Arsenal球队为基础的图拉市的大众体育。Rostec 成为国际烟花节的创始人和主要伙伴，还多年赞助斯巴斯克塔节。
斯巴斯克塔军事音乐节每年在Rostec赞助下举行。国内外最好的军乐队演奏民间和流行音乐，各国仪仗队在莫斯科的红场上表现自己的技能。Rostec举办第一届俄罗斯烟花节。来自欧洲、亚洲、拉丁美洲和俄罗斯的最佳烟火技术员在莫斯科的麻雀山展现烟火技术，参与烟火音乐活动。
2015年Rostec支持参与洛杉矶智障运动员特奥会的俄罗斯团队。来自俄罗斯的25个地区248个运动员和教练参与了2015年洛杉矶夏季特奥会。运动员参与了24个体育项目比赛，包括田径，游泳，柔道，举重，手球，排球，足球，篮球，体育和艺术体操，羽毛球等。俄罗斯队赢得了金牌119枚，银牌和铜牌42枚。根据特奥会的结果，俄罗斯队多赢得了26枚金牌，获得冠军，超越了美国、加拿大和五支中国队。 
Rostec与俄罗斯工程协会联合举办了学生工程专业奥林匹克竞赛 “Stars: Talent in Defense and Safety”（星星：国防和安全领域的天才），是俄罗斯规模最大的中学生技术竞赛。这种比赛鼓励中学生参加科学研究工作，促进有才能的年轻人进入地区大学。
Rostec是“未来工程师”国际工业论坛的协办单位。该论坛是一个公认的俄罗斯和外国年轻科学家和企业专家交换经验的独一无二的平台。五年来，来自40多个国家的5000多个年轻专家、科学家、大学生和研究生参与了该论坛。
2015年在Rostec支持下举办了III International Student Digital Olympics国际大学生数字奥林匹克比赛，包括科学、技术和天然科学项目。该比赛以数字形式进行，分三段，涵盖国内外数千大学生。比赛的奖金额为300万卢布。
在提高员工职业水平的过程中，Rostec与“世界技能大赛”WorldSkills进行合作。2015年Rostec与WorldSkills签署了协议，其目的是联合培养高科技领域的专家。按照三年协议，俄国家技术集团Rostec是“世界技能大赛” WorldSkills的主要伙伴

## 外部連結
- 官方网站 （俄文）

- YouTube上的俄罗斯国家技术集团頻道

template:Rostec